# Oncorhynchus chrysogaster
Oncorhynchus chrysogaster (лат.) — вид лучепёрых рыб из семейства лососёвых (Salmonidae). Этот вид является эндемичным для высокогорных истоков рек Фуэрте, Синалоа и дренажей рек Кулиакан в Западной Сьерра-Мадре в Мексике.

## Таксономия
В 1936 году биолог из Бюро рыболовства США Пол Нидхем начал серию исследований (1936, 1937 и 1938) в дренажном канале Рио-Санто-Доминго в Нижней Калифорнии, стремясь вернуть живых экземпляров радужной форели Баха. Несмотря на то, что живые экземпляры попали в инкубатории США, ни один из них не дожил до начала нереста. В 1952, 1955 и 1956 годах Нидхэм снова исследовал притоки Западной Сьерра-Мадре в Калифорнийском заливе. Исследования Нидхэма привели к публикации «Радужной форели Мексики и Калифорнии» (1959) с соавтором Ричардом Гардом. Эта публикация содержит первый полноцветный рисунок мексиканской золотой форели. В 1964 году предложенное Нидхэмом и Гардом биномиальное название Oncorhynchus chrysogaster было принято в качестве научного названия нового вида форели — мексиканской золотой форели. Специфическое название chrysogaster происходит от греческого слова «золотой живот». Морфологические и генетические исследования 1989 года показали, что форели Тихоокеанского бассейна генетически ближе к тихоокеанскому лососю (виды Oncorhynchus), чем к кумже (S. trutta) или атлантическому лососю (S. salar) Атлантического океана. Таким образом в этом же году таксономические органы перевели радужную, красногорлую, а также мексиканскую золотую форель Тихоокеанского бассейна в род Oncorhynchus.

## Описание
Тело форели удлиненное. Голова относительно небольшая. Данный вид рыб имеет серо-коричневую спину и желтоватые бока серыми продолговатыми пятнами, за которые эту форель иногда называют «золотой» или «янтарной».

## Распределение
Имеет чрезвычайно ограниченный ареал: ее можно найти только в нетронутых высокогорных истоках рек Фуэрте, Синалоа и реки Кулиакан в Западной Сьерра-Мадре.